# Magnac-Laval
Magnac-Laval é uma comuna francesa na região administrativa da Nova Aquitânia, no departamento de Alto Vienne. Estende-se por uma área de 72,22 km². Em 2010 a comuna tinha 1 885 habitantes (densidade: 26,1 hab./km²).